# Carro Armato Tipo 2
Carro Armato Tipo 2 (он же Fiat 3000 Tipo 2) — модификация итальянского лёгкого танка Fiat 3000.

## История создания
Успешно переделанный FT-17 в Fiat 3000 не удовлетворял потребности военных и обладал существенными недостатками, такими как лёгкое вооружение в виде пулемёта, слабая броня и двигатель. Вопрос замены Fiat 3000 на более совершенный поднял полковник Энрико Малтезе, представив 24 мая 1925 года доклад о развитии танков. В нём содержался проект модернизированного Fiat 3000, обозначенный как Carro Armato Tipo 2. Краткое описание технических характеристик, которым должен был соответствовать этот новый танк, было представлено 12 января 1925 года. Проект на вооружение принят не был и вскоре был забыт.

## Описание конструкции

### Броневой корпус и башня
Танк становился значительно крупнее и тяжелее в сравнении с Fiat 3000 — масса 8500, возможно до 9000 кг. Толщина брони танка оценивалась в 10-20 мм. Количество членов экипажа не было указано, но по старой компоновке Tipo I из двух человек с очень «перегруженным» командиром, вполне вероятно добавление ещё одного человека.

### Вооружение
Танк был вооружён 37-мм пушкой с боекомплектом в 270 снарядов, и пулемётом Fiat M1924 с 4500 патронами в боезапасе. Также на танк ставились выступающие «шпоры» спереди и сзади, которые якобы давали преимущество перед противником и оборонительными укреплениями.

### Двигатель
На танк предполагалось установить двигатель мощностью 75 л.с, при максимальной скорости 24 км/ч.

### Ходовая часть
Количество опорных катков составляло 12 штук на один борт. Tipo 2 мог переходить брод глубиной до 1,4 м, траншею — до 1,9 м.